# Syconor
«Syconor» — одна из наиболее ранних рок-групп Венгрии, оказавшая значительное влияние на развитие венгерской рок-музыки.

## История
Идея создать собственную музыкальную команду пришла к Режё Хамору (Hámor Rezső, 1947 г.рожд.) в 1962 году, и всё последующее время существования группы он был её идейным вдохновителем и организатором. Режё происходил из семьи еврейских кондитеров, которые, опасаясь репрессий в военные годы, сменили свою фамилию на венгерскую. На самом деле его звали Рудольф Хауэр (Hauer Rudi). Он обучался в музыкальной школе, располагавшейся в центральном районе Будапешта возле парка Святого Иштвана. Учащиеся часто гуляли в этом парке, играли там в футбол и проводили неформальные встречи. Первым, с кем Руди обсудил свою идею, был его одноклассник Миклош Феньё (Fenyő Miklós, 1947 г.рожд.), который раннее детство провёл в США и хорошо разбирался в рок-н-ролле. У Миклоша дома было пианино, но в команде, которую создавали ребята, ему было отведено место главного вокалиста. Сам Руди занял место барабанщика, а другими участниками группы стали такие же 14-15-летние школьники как и он сам: гитаристом - Тибор Неменьи (Neményi Tibor, младший брат Neményi Béla из группы «Atlantis»), а бас-гитаристом - Андраш Дойч (Deutsch András). Также в их компании уже тогда была Мария Илона Пенци, будущая Dolly, вокалистка группы «Hungária».
Парни взяли себе название «Sztár» и первое время исполняли хиты различных зарубежных исполнителей, которые могли слушать по радио Люксембурга, в том числе «The Beatles», «Rolling Stones», «Who», «Ventures», «Yardbirds», «Them», «Shadows». В 1964 году важной международной новостью стал запуск на околоземную орбиту новых американских спутников серии «Syncom». Однажды участники группы сидели в парке на скамейке, и Миклош Феньё предложил переименовать группу в название спутника. Никто из участников группы не помнил точно, как именно назывались эти спутники, но кто-то из проходивших мимо знакомых ошибочно сказал им, что они называются «Syconor». Так у их группы появилось новое название, и только спустя несколько месяцев ребята поняли, что ошиблись, и название «Syncom» к тому времени было уже занято. Чтобы раскрутить новое название, весной 1965 года музыканты дали благотворительный концерт и отправили все средства пострадавшим от наводнения, — это был первый благотворительный рок-концерт в Венгрии.
В 1965 году группу покинул Тибор Неменьи, и новым гитаристом стал Тамаш Барта (Barta Tamás, 1948 г.рожд.). Он был тихим парнем: не пил, не курил, не ругался и не дурачился, как остальные, но гитара просто пылала в его руках. Тамаш научился играть на гитаре самостоятельно дома, тайком от родителей, и его отец не хотел, чтобы он был музыкантом. Однажды отец случайно увидел своего сына во время выступления «Syconor» в одном сельском клубе и, поднявшись на сцену, сломал ему гитару. Однако к тому времени «Syconor» из любительской команды уже превратились в полупрофессиональную группу: они выступали на концертах наравне с такими рок-командами, как «Illés», «Atlantis», «Liversing» и «Scampolo». Также каждая группа в то время регулярно играла в трёх-четырёх венгерских клубах в разные дни недели, например, «Syconor» по пятницам выступал в клубе «Bosch». На талантливого гитариста обратили внимание другие группы и пытались переманить к себе, но Тамаш оставался верен «Syconor», хотя впоследствии стал легендой венгерской рок-сцены и играл в таких группах как «Syrius», «Hungária» и «Locomotiv GT», а в 1974 году эмигрировал в США.
В 1966 году бас-гитаристом «Syconor» стал талантливый Петер Шипош (Sipos Péter). Но летом того года группа несколько месяцев подряд выступала в молодёжном парке Express Tábor, и это не всем нравилось, поэтому вскоре после этого Петер покинул группу и перешёл в «Atlantis», а его место занял Петер Чомош (Csomós Péter), ранее игравший в «Mistral». Основателю группы Руди тоже приходилось трудно: он был вынужден совмещать выступления со своей профессиональной работой в кондитерской отца и иногда после концертов он шёл на работу совсем без сна. Однако все силы, вложенные им в «Syconor», не были напрасными: известности, которую обрёл его коллектив, могли позавидовать многие профессиональные рок-группы, а молодёжный журнал Ifjúsági Magazin поставил их по популярности на 2-е место после «The Beatles». В 1967 году Руди был призван на военную службу, и новый приглашённый барабанщик Лаци Кертес не смог его заменить. «Syconor» развалился, не просуществовав без своего главного организатора и двух месяцев.
К тому времени как в 1969 году Руди вернулся из армии, большинство бывших музыкантов «Syconor» уже играли в других рок-командах. Миклош Феньё создал свою собственную рок-н-ролл группу «Hungária», куда перешёл и Петер Чомош, а вскоре к ним присоединились также Тамаш Барта и Петер Шипош. Поэтому Рудольфу, который собрался возродить своё детище, пришлось всё начинать заново. Новыми участниками «Syconor» стали: гитаристы Тибор Халас (Halász Tibor) и Андраш Ковачич (Kovacsics András, 1941 г.рожд.), клавишник Габор Капитань (Kapitány Gábor), саксофонист Ференц Зволенски (Zwolenszky Ferenc) и бас-гитарист Бела Варади (Várady Béla). Обновлённая группа сделала упор на сочинение своего собственного музыкального материала и в 1970 году записала сингл «Maradj még kicsit velem»/«Volt égy álmom» («Останься со мной ещё немного»/«У меня была мечта»). Группа активно выступала с концертами, в том числе давала совместные концерты с «Omega» и «Scampolo», и принимала большое участие в музыкальной жизни Будапешта. Однако она не смогла достичь долговременного успеха, и вскоре трое её членов (Kovacsics, Kapitány и Zwolenszky) приняли решение выйти и создать собственную команду «Universal».
Сразу после этого Режё Хамор вернул себе своё настоящее имя Рудольф Хауэр, после чего ему пришлось участвовать в судебной тяжбе за право считаться владельцем названия группы «Syconor». Пока длился арбитраж, группа во второй раз полностью распалась. После положительного решения суда в 1974 году Руди собрал новую команду в составе: гитарист Шандор Микульца (Mikulcza Sándor), бас-гитарист Тамаш Урана (Urana Tamás), клавишник Ласло Надь Сабо (Nagy Szabó László) и флейтист Иштван Жембери (Zsembery István). Поскольку на этот раз никто из музыкантов не пел, им пришлось взять себе вокалиста, которым стал Ласло Бобровски (Bobrovszky László), который до этого выступал с группой «Stereo». В новом составе «Syconor» записала несколько синглов, первым из которых был довольно удачный «Kicsi Felhő»/«Van Időnk Elég» («Маленькое облачко»/«Ещё есть время», 1974). В том же году группа приняла участие в зимнем радио-конкурсе «Made in Hungary» с песней «Te hol vagy?», а потом в летнем радио-конкурсе «Tessék választani!» с композицией «Kék égből szőtt szerelem». Впрочем, большую часть времени группа проводила за границей, выступая с концертами в различных клубах и небольших концертных залах. Ласло Бобровски покинул «Syconor» в 1977 году, а Шандор Микульца в 1979 году перешёл в диско-команду «Kati és a kerek perec», но окончательно распалась группа только в 1981 году.

## Синглы
1970 — Maradj még kicsit velem/Volt égy álmom

1974 — Kicsi Felhő/Van Időnk Elég

1974 — Ki Mondja Meg (на второй стороне — Gemini: «Kék Égből Szőtt Szerelem»)

1974 — Te hol Vagy? (на второй стороне — Express: «Amit Én Érzek Most»)